# DM i mountainbike 2025
Danmarksmesterskaberne i mountainbike 2025 er den 34. udgave af DM i mountainbike. Mesterskabet finder sted den 23. og 24. august 2025 på en rute i Nørreskoven i Vejle. Mountainbike Club Vejle er arrangør.

## Resultater
| Event        | Guld | Sølv | Bronze |
| ------------ | ---- | ---- | ------ |
| Herrer       |      |      |        |
| Herrer elite |      |      |        |
| U23 Herrer   |      |      |        |
| Damer        |      |      |        |
| Damer elite  |      |      |        |
| U23 Damer    |      |      |        |